# 5850 Масахару
5850 Масахару (5850 Masaharu) — астероїд головного поясу, відкритий 8 грудня 1990 року.
Тіссеранів параметр щодо Юпітера — 3,674.